# Hans van Abeelen
Hans van Abeelen (ur. 20 listopada 1936 w Enschede, zm. 21 sierpnia 1998) – holenderski biolog, pierwszy fachowiec tego kraju w zakresie genetyki behawioralnej.

## Życiorys
Urodził się w 1936 roku w Enschede. W roku 1965 otrzymał stopień doktora nauk na Uniwersytecie im. Radbouda w Nijmegen. Następnie pracował na tejże uczelni jako wetenschappelijk hoofdmedewerker. Autor ponad 64 artykułów naukowych oraz rozdziałów książkowych.

## Wybrane publikacje
- (1989) Genetic control of hippocampal cholinergic and dynorphinergic mechanisms regulating novelty-induced exploratory behavior in house mice[2]
- (1964) Mouse mutants studied by means of ethological methods[3]
- (1966) Effects of genotype on mouse behaviour[4]